# Magnolia elliptigemmata
Magnolia elliptigemmata är en magnoliaväxtart som beskrevs av C.L.Guo och L.L.Huang. Magnolia elliptigemmata ingår i släktet Magnolia och familjen magnoliaväxter. Inga underarter finns listade i Catalogue of Life.